# Saint-Chartier
Pour les articles homonymes, voir Chartier.
Ne pas confondre avec Vic-sur-Saint-Chartier (Indre), ancien nom de la commune qui est maintenant Nohant-Vic.
Saint-Chartier est une commune française située dans le département de l'Indre, en région Centre-Val de Loire.

## Géographie

### Localisation
La commune est située dans l'est du département, dans la région naturelle du Boischaut Sud.
Les communes limitrophes sont : Nohant-Vic (3 km), Verneuil-sur-Igneraie (3 km), Montipouret (6 km), Saint-Août (7 km) et La Berthenoux (9 km).
Les communes chefs-lieux et préfectorales sont : La Châtre (8 km), Châteauroux (28 km), Issoudun (33 km) et Le Blanc (70 km).

### Hameaux et lieux-dits
Les hameaux et lieux-dits de la commune sont : les Alouettes, Bellet, Bletterie, les Blins, la Breuille, le Carroir de la Place, les Cosses, les Crespins, la Coudraie, la Creusette, les Etangs Brisse, la Foret, la Garderie, Perches, la Preale, la Preugne, le Beaumont des Putais, la Roche, Villechere, Villaines et Villeneuve.

### Géologie et hydrographie
La commune est classée en zone de sismicité 2, correspondant à une sismicité faible.
Le territoire communal est arrosé par la rivière Igneraie et par le Liennet qui y prend sa source.

### Climat
Pour des articles plus généraux, voir Climat du Centre-Val de Loire et Climat de l'Indre.
En 2010, le climat de la commune est de type climat océanique dégradé des plaines du Centre et du Nord, selon une étude du CNRS s'appuyant sur une série de données couvrant la période 1971-2000. En 2020, Météo-France publie une typologie des climats de la France métropolitaine dans laquelle la commune est exposée à un climat océanique altéré et est dans la région climatique Ouest et nord-ouest du Massif Central, caractérisée par une pluviométrie annuelle de 900 à 1 500 mm, maximale en automne et en hiver.
Pour la période 1971-2000, la température annuelle moyenne est de 11,5 °C, avec une amplitude thermique annuelle de 15,5 °C. Le cumul annuel moyen de précipitations est de 793 mm, avec 12 jours de précipitations en janvier et 7,3 jours en juillet. Pour la période 1991-2020, la température moyenne annuelle observée sur la station météorologique de Météo-France la plus proche, « St-christophe », sur la commune de Saint-Christophe-en-Boucherie à 12 km à vol d'oiseau, est de 11,9 °C et le cumul annuel moyen de précipitations est de 850,4 mm,. Pour l'avenir, les paramètres climatiques de la commune estimés pour 2050 selon différents scénarios d'émission de gaz à effet de serre sont consultables sur un site dédié publié par Météo-France en novembre 2022.

### Voies de communication et transports
Le territoire communal est desservi par les routes départementales : 51E, 69, 69A et 918.
La gare ferroviaire la plus proche est la gare de Châteauroux, à 29 km.
Saint-Chartier est desservie par la ligne E du Réseau de mobilité interurbaine.
L'aéroport le plus proche est l'aéroport de Châteauroux-Centre, à 34 km.
Le territoire communal est traversé par le sentier de grande randonnée de pays : Sur les pas des maîtres sonneurs.

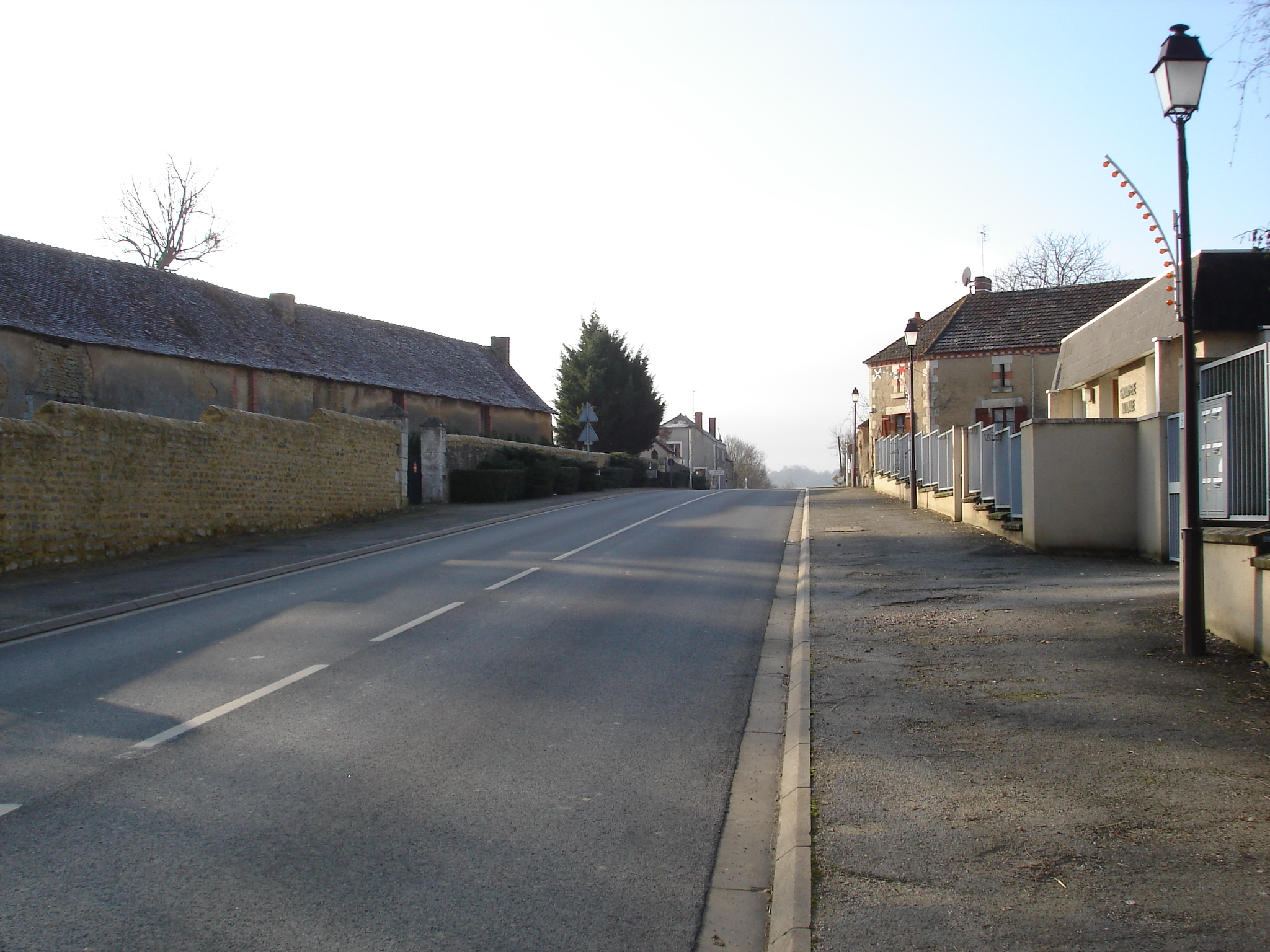
La Grande Rue en direction de La Châtre en 2012.
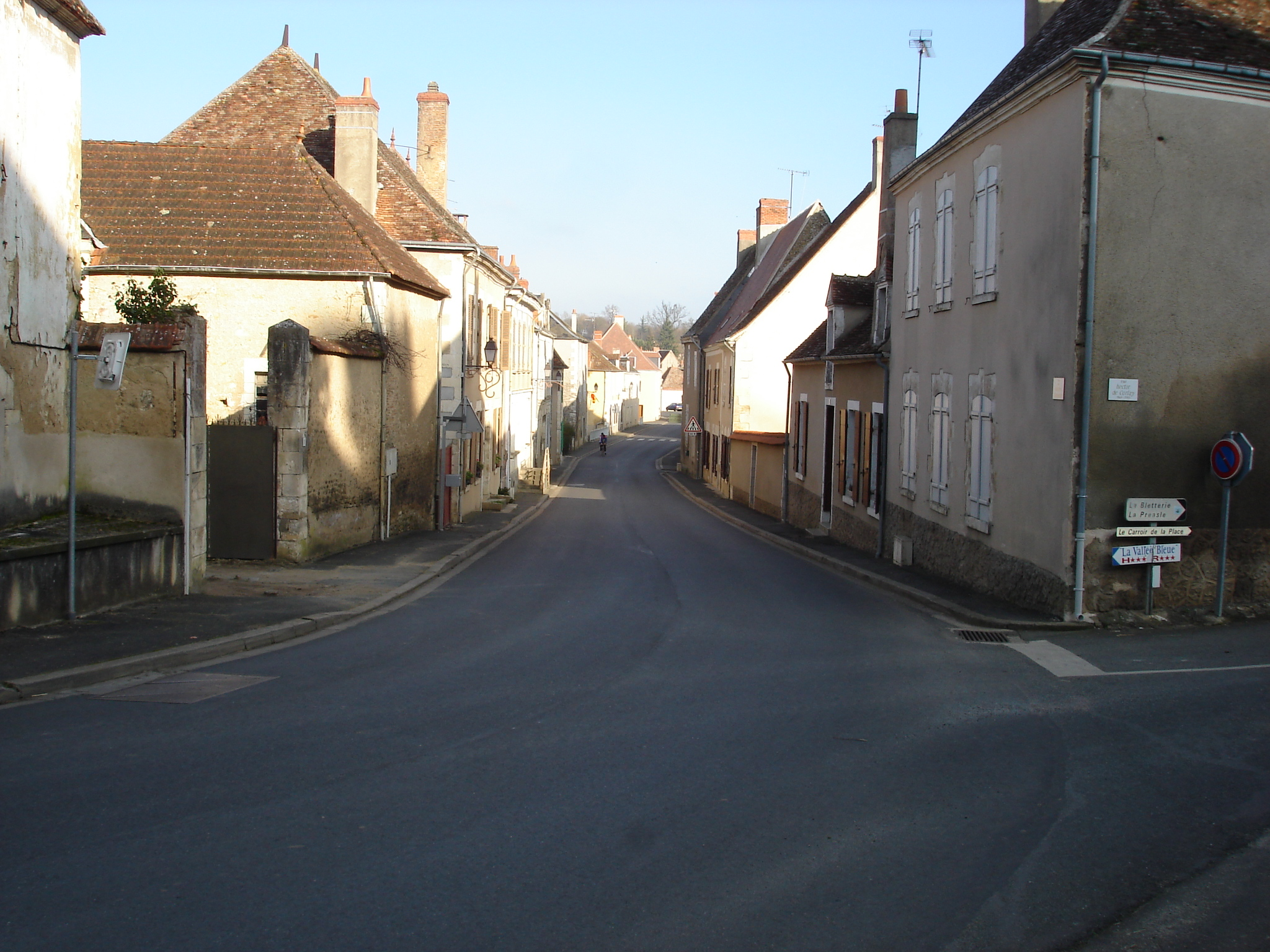
La Grande Rue en direction de Saint-Août en 2012.

## Urbanisme

### Typologie
Au 1er janvier 2024, Saint-Chartier est catégorisée commune rurale à habitat dispersé, selon la nouvelle grille communale de densité à sept niveaux définie par l'Insee en 2022.
Elle est située hors unité urbaine. Par ailleurs la commune fait partie de l'aire d'attraction de La Châtre, dont elle est une commune de la couronne,. Cette aire, qui regroupe 14 communes, est catégorisée dans les aires de moins de 50 000 habitants,.

### Occupation des sols
L'occupation des sols de la commune, telle qu'elle ressort de la base de données européenne d’occupation biophysique des sols Corine Land Cover (CLC), est marquée par l'importance des territoires agricoles (88,2 % en 2018), une proportion identique à celle de 1990 (88,2 %). La répartition détaillée en 2018 est la suivante : 
terres arables (39,3 %), prairies (37,3 %), zones agricoles hétérogènes (11,6 %), forêts (10,9 %), zones urbanisées (0,9 %). L'évolution de l’occupation des sols de la commune et de ses infrastructures peut être observée sur les différentes représentations cartographiques du territoire : la carte de Cassini (XVIIIe siècle), la carte d'état-major (1820-1866) et les cartes ou photos aériennes de l'IGN pour la période actuelle (1950 à aujourd'hui).

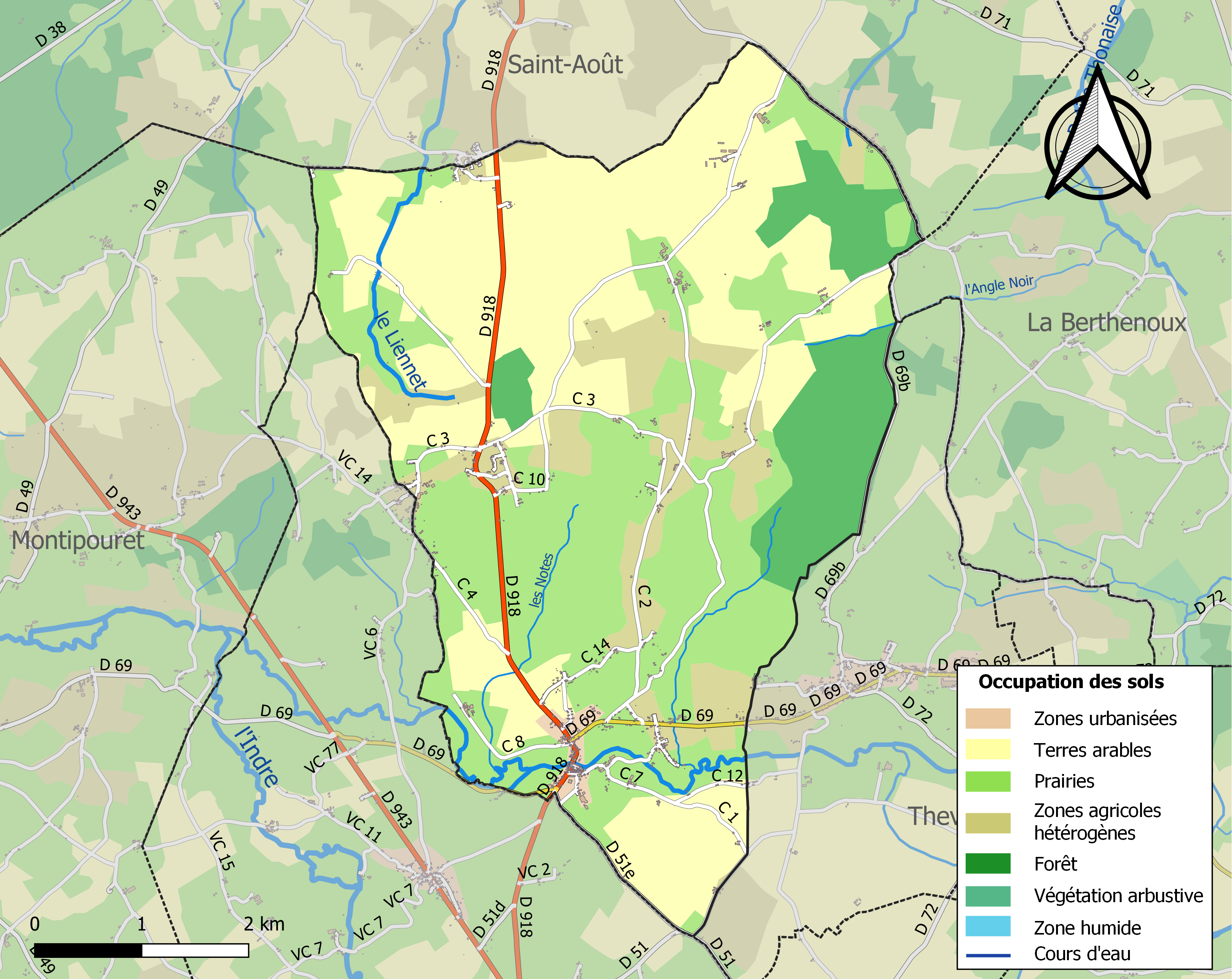
Carte des infrastructures et de l'occupation des sols de la commune en 2018 (CLC).

### Logement
Le tableau ci-dessous présente le détail du secteur des logements de la commune :
| Date du relevé                                              | 2013   |
| Nombre total de logements                                   | 313    |
| Résidences principales                                      | 77,6 % |
| Résidences secondaires                                      | 14,7 % |
| Logements vacants                                           | 7,7 %  |
| Part des ménages propriétaires de leur résidence principale | 77,4 % |

### Risques majeurs
Le territoire de la commune de Saint-Chartier est vulnérable à différents aléas naturels : météorologiques (tempête, orage, neige, grand froid, canicule ou sécheresse), mouvements de terrains et séisme (sismicité faible). Un site publié par le BRGM permet d'évaluer simplement et rapidement les risques d'un bien localisé soit par son adresse soit par le numéro de sa parcelle.

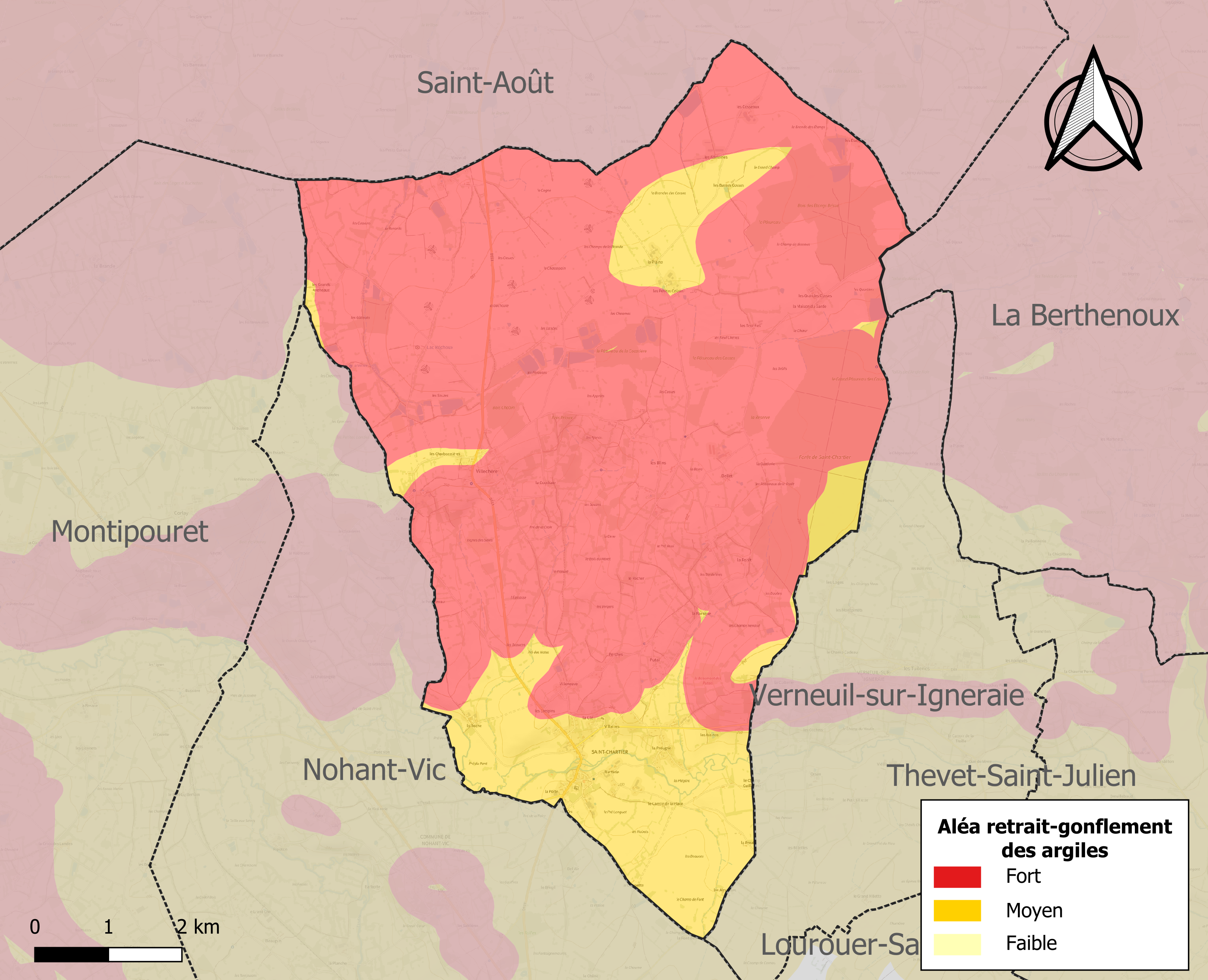
Carte des zones d'aléa retrait-gonflement des sols argileux de Saint-Chartier.

Les mouvements de terrains susceptibles de se produire sur la commune sont des tassements différentiels.
Le retrait-gonflement des sols argileux est susceptible d'engendrer des dommages importants aux bâtiments en cas d’alternance de périodes de sécheresse et de pluie. La totalité de la commune est en aléa moyen ou fort (84,7 % au niveau départemental et 48,5 % au niveau national). Sur les 321 bâtiments dénombrés sur la commune en 2019, 321 sont en aléa moyen ou fort, soit 100 %, à comparer aux 86 % au niveau départemental et 54 % au niveau national. Une cartographie de l'exposition du territoire national au retrait gonflement des sols argileux est disponible sur le site du BRGM,.
Concernant les mouvements de terrains, la commune a été reconnue en état de catastrophe naturelle au titre des dommages causés par la sécheresse en 1989, 1991, 1992, 1993, 2016 et 2018 et par des mouvements de terrain en 1999.

## Toponymie
Le nom de la localité est attesté sous les formes castelli sancti Karterii en 1096, Capellanus sancti Karterii en 1176, Rainaldus, prior Sancti Karlerii en 1156, Saint Chartier en 1463, de Sancto Carterio en 1648.
St-Chartier (VIe siècle), à l'origine Carterius est un prêtre missionnaire romain qui a vécu à la fin du VIe siècle. Il a donné son nom au village de Saint-Chartier dans le Berry.
Durant la Révolution française, pour suivre le décret de la Convention du 25 vendémiaire an II invitant les communes ayant des noms pouvant rappeler les souvenirs de la royauté, de la féodalité ou des superstitions, à les remplacer, la commune change de nom pour Vic-les-Eaux puis, en 1793, reprend le nom de Saint-Chartier.
Ses habitants sont appelés les Cartériens.

## Histoire

### Époque gallo-romaine

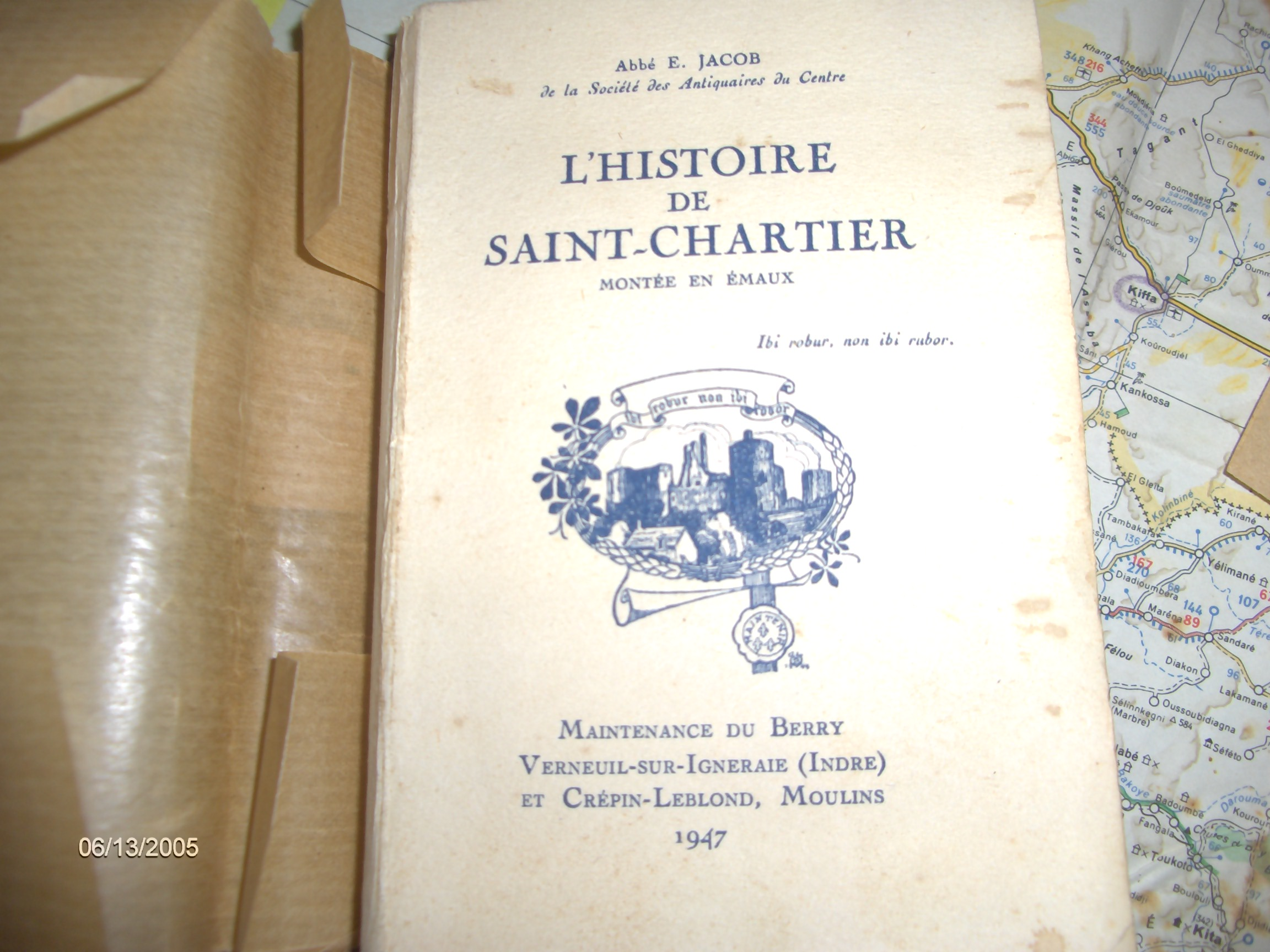
La page de garde du livre « Histoire de Saint-Chartier ».

Des traces d'occupation pré-romaine ont été trouvées près de la rivière l'Igneraie. Il s'agit de haches de silex, de polissoirs, et de monnaies Carnutes et Bituriges Cubes. Il n'est pas impossible qu'une voie romaine de Châteaumeillant (Mediolanum) à Ardentes (Alerta) dont Émile Chénon décrit avec précision le tracé hypothétique soit passée par Saint-Chartier.
Vers la fin du  VIe siècle, le prêtre Carterius ou Saint-Chartier, aurait vécu sur place. Il est mort un premier février dans le vicus Lucaniacus (Nohant-Vic actuel).
Un prêtre du village de Saint Chartier, l'abbé Jacob. (1913-1969) qui était aussi sociétaire des antiquaires du centre a écrit l'histoire de Saint-Chartier relatant les péripéties du saint venant de Rome, pour évangéliser la Gaule au VIe siècle. Le nom du saint a été utilisé comme un prénom.

### Moyen Âge
L'histoire de Saint-Chartier se confond avec l'histoire de son château depuis le Moyen Âge jusqu'à la Révolution.
L’abbaye de Déols y établit un prieuré, et un château est construit. Le village s'est développé autour de ce château construit à l’écart du village plus ancien de Vic-sur-Saint-Chartier. Le nouveau village finit par devenir plus important que l’ancien.
En 1102, une première trace de l'existence de Saint-Chartier est fournie par la mention d'une visite de l’archevêque de Bourges Léodegaire ou Leger à Adelardus Villebaldus (aussi appelé Adalard), qui se qualifie seigneur de Saint-Chartier. Il est vassal des seigneurs de Déols, fils de Guillebaud et d'Ode ; il fut seigneur de Châteaumeillant de 1075 à 1125 environ. Les paroisses de Vic-sur-Saint-Chartier, de Nohant, et de Saint-Chartier sont aussi mentionnées dans la bulle du pape Pascal II de 1115 qui confirme les possessions de l'abbaye de Déols. En 1138, Raoul VI, seigneur de Châteauroux, annexe les terres de Châteaumeillant, Saint-Chartier et d'autres.
En 1152, Louis VII fait annuler son mariage avec Éléonore d'Aquitaine. Elle épouse la même année Henri Plantagenêt. Ebbes de Chateauroux prête hommage à sa suzeraine, il s'ensuit un saccage de ses territoires par Louis VII. Il se réfugie à Saint-Chartier. En 1154, Saint-Chartier devient « anglais ».
En 1189, Denise de Déols, Dame de Déols, héritière de Raoul de Châteauroux, est mariée avec André de Chauvigny par Richard Cœur de Lion. La baronnie de Châteauroux passe ainsi à la famille des Chauvigny pour plus de deux cents ans. André de Chauvigny meurt en 1202. En 1207, son fils Guillaume devient seigneur de Châteauroux.
Marguerite de Chauvigny, épouse de Guy III de Chauvigny, prend solennellement possession du château en  mars 1454. En 1462, Guy III de Chauvigny signe la fameuse grande charte confirmant celle de 1216 et qui affranchit les habitants de La Châtre et de son canton, dont Saint-Chartier, de certains impôts, moyennant le versement d'une redevance annuelle fixe.
Les Chauvigny remanient considérablement le château et l'église jusqu'au XVe siècle. Ainsi, le clocher est déplacé sur le côté nord, une fenêtre géminée de style flamboyant surplombe le portail ; les deux chapelles, nord et sud, sont construites en style gothique. Dans la chapelle sud, on voit l'ouverture, maintenant murée, du passage reliant l'église au château ; une ouverture correspondante est présente dans l'enceinte château ; ainsi, les châtelains pouvaient assister à la messe en allant directement du château à l'église. De tels passages directs existent dans de nombreux autres endroits.

### Renaissance
André III de Chauvigny, dernier des Chauvigny, meurt en 1503. Il s'était marié en 1499 avec Louise de Bourbon qui, elle, se remarie avec son cousin Louis de Bourbon en 1504. En 1517, Saint-Chartier revient, après des procès, à Hardouin VIII de la Maillé de la Tour-Landry, petit-fils de Guy III de Chauvigny. Après sa mort en 1535, son fils Jean lui succède. De son mariage avec Anne Chabot, Jean de la Tour-Landry a 13 ou 14 enfants. Le troisième, François, épouse Diane de Rohan. Puis, son petit-fils Jean II de la Tour-Landry vend le comté de Châteauroux au prince de Condé, mais conserve Saint-Chartier.
Le 12 janvier 1627, Diane de la Tour-Landry épouse Aymar Nicolay, lieutenant-général de l'artillerie de France. Le ménage eut deux filles, Louise et Renée. La cadette se marie avec Gilles Lucas, chevalier, fils de François Lucas, il entre en possession de la terre de Saint-Chartier le 25 décembre 1656, mais le 4 juillet 1667, ses biens sont saisis.
Fille de Louise Nicolay et de son époux Roger de Brecey, Françoise Madeleine de Brécey d'Isigny succède à son oncle Gilles Lucas. Elle vend sa terre de Saint-Chartier en août 1728 à Henry Gayault de Cru. Elle se réserve la jouissance du château jusqu'à sa mort en 1741. Henry Gayault vend Saint-Chartier en 1747 à Pierre-Jean-François de La Porte de Meslay (juin 1710 – Meslay, 15 juin 1793), écuyer, seigneur de Meslay, seigneur du Magnet, marquis de Presles, maître des requêtes et intendant à Moulins.
En 1776, Jacques Aimard de Moreton de Chabrillant (1729-1802) achète le marquisat du Magnet dont fait partie la terre de Saint-Chartier à Jean-François de la Porte, intendant des finances du Dauphiné ; son petit-fils Aimé Jacques Marie Constant de Moreton de Chabrillan (4 juillet 1780 - Paris 17 juillet 1847) le chambellan de Napoléon, est propriétaire en 1802 de la terre et du château.

### Révolution etXIXesiècle
Pendant la Révolution, des « révolutionnaires » de La Châtre saisissent les reliques et ornements religieux de l'église et les jettent dans un bûcher allumé sur la place ; seule la pietà en réchappe. Il faudra tout le XIXe siècle pour restaurer l'église. Ce sera fait dans le style néo-gothique à la mode de l'époque. La chapelle nord, celle qui supporte le clocher, sera restaurée dans un style gothique flamboyant, dans la deuxième moitié du XXe siècle.
En 1829, l'une des filles du chambellan, Marie Louise Martiane de Guigues de Chambrillan (1806-1857), épouse Édouard Auguste Victurnien marquis Colbert-Maulévrier et, à la mort de son père le 17 juillet 1847, entre en possession du château. Le 1er septembre 1847 leur fils unique Paul de Colbert meurt dans un accident de chasse. À la mort de son épouse, le marquis vend la propriété aux enchères à Alexandre Naud (1793 - 18 janvier 1876) le 29 octobre 1858. George Sand, dans une lettre du 6 décembre 1858, fait une savoureuse description de la séance.
Pendant le siècle, la commune est dotée des installations municipale et éducative usuelles. De plus, des routes désenclavent la commune ; la concurrence industrielle de la commune voisine de Verneuil-sur-Igneraie, et de ses tuileries, porte ombrage au développement de la commune.
La famille Naud qui a acquis le château en octobre 1858, fait construire en 1864-65 une chapelle appelée « chapelle Barbault » : c'est la chapelle funéraire de la famille Naud ; elle est construite sur l'emplacement d'une tour de guet, ancien fortin avancé du château.
George Sand situe à Saint-Chartier son roman Les Maîtres sonneurs.

### Époque contemporaine
L’héritage de George Sand est célébré tous les ans, lors des Rencontres internationales de luthiers et maîtres sonneurs ; depuis 2009, ils se déroulent au château d'Ars, sur la commune voisine de Lourouer-Saint-Laurent). C’est la plus grande manifestation européenne consacrée aux musiques anciennes et traditionnelles et aux facteurs d’instruments, et la première manifestation du département de l'Indre. Le château a été racheté en 2008. Depuis, d'importants travaux de restauration se poursuivent.
En 1992, le poète-troubadour alsacien René Egles a consacré une de ses œuvres à l'ambiance que dégage ces « Rencontres internationales » au travers du titre « La Chouette de Saint Chartier ». Il l'explique lui-même en ces termes : « Saint-Chartier, c'est La Mecque des folkeux de France, à une portée de fronde de Nohant, où résida George Sand, la bonne dame des lieux ! Quand s'allument les projecteurs et quand s'élèvent les chants des cornemuses, des vielles et des harpes celtiques dans la nuit noire de Saint-Chartier, alors la chouette du château déploie ses ailes blanches et plane au-dessus du festival. C'est cette ambiance que j'ai essayé de recréer sur ma cithare ».
De 1976 à 2008 ont eu lieu autour du 14 juillet, pendant quatre jours, les « Rencontres internationales de luthiers et maîtres sonneurs de Saint-Chartier ». Le lieu a été choisi en hommage au roman de George Sand Les Maîtres sonneurs, où il est la destination d'un pèlerinage initiatique venant d'Huriel près de Montluçon.
Le 1er juin 2010 le bureau de poste fermait ses portes, puis le 1er août 2011, c'était au tour de la gendarmerie.

## Politique et administration
La commune dépend de l'arrondissement de La Châtre, du canton de La Châtre, de la deuxième circonscription de l'Indre et de la communauté de communes de La Châtre et Sainte-Sévère.
Elle dispose d'une agence postale communale et d'un centre de première intervention.

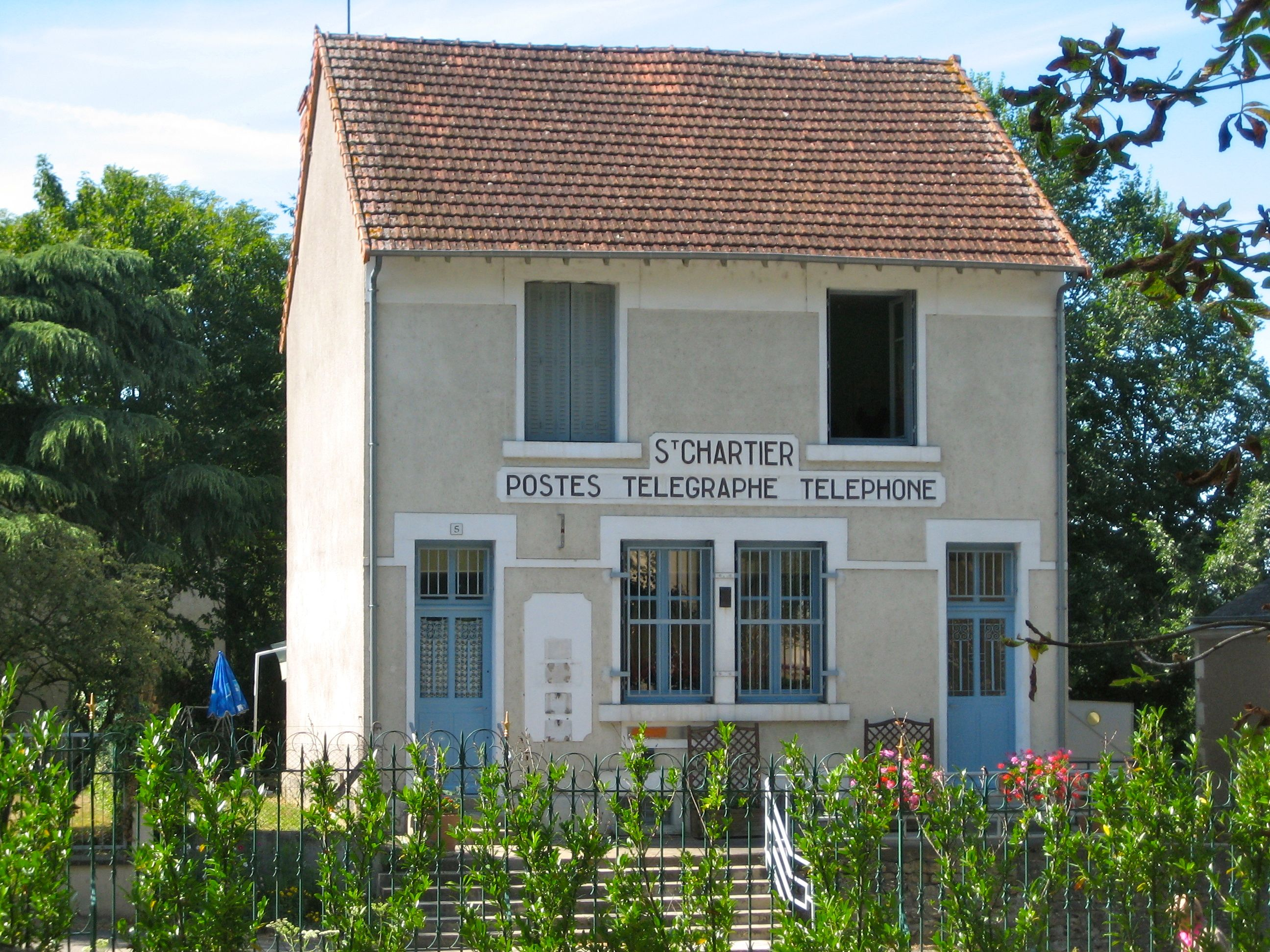
L'ancien bureau de poste en 2012.
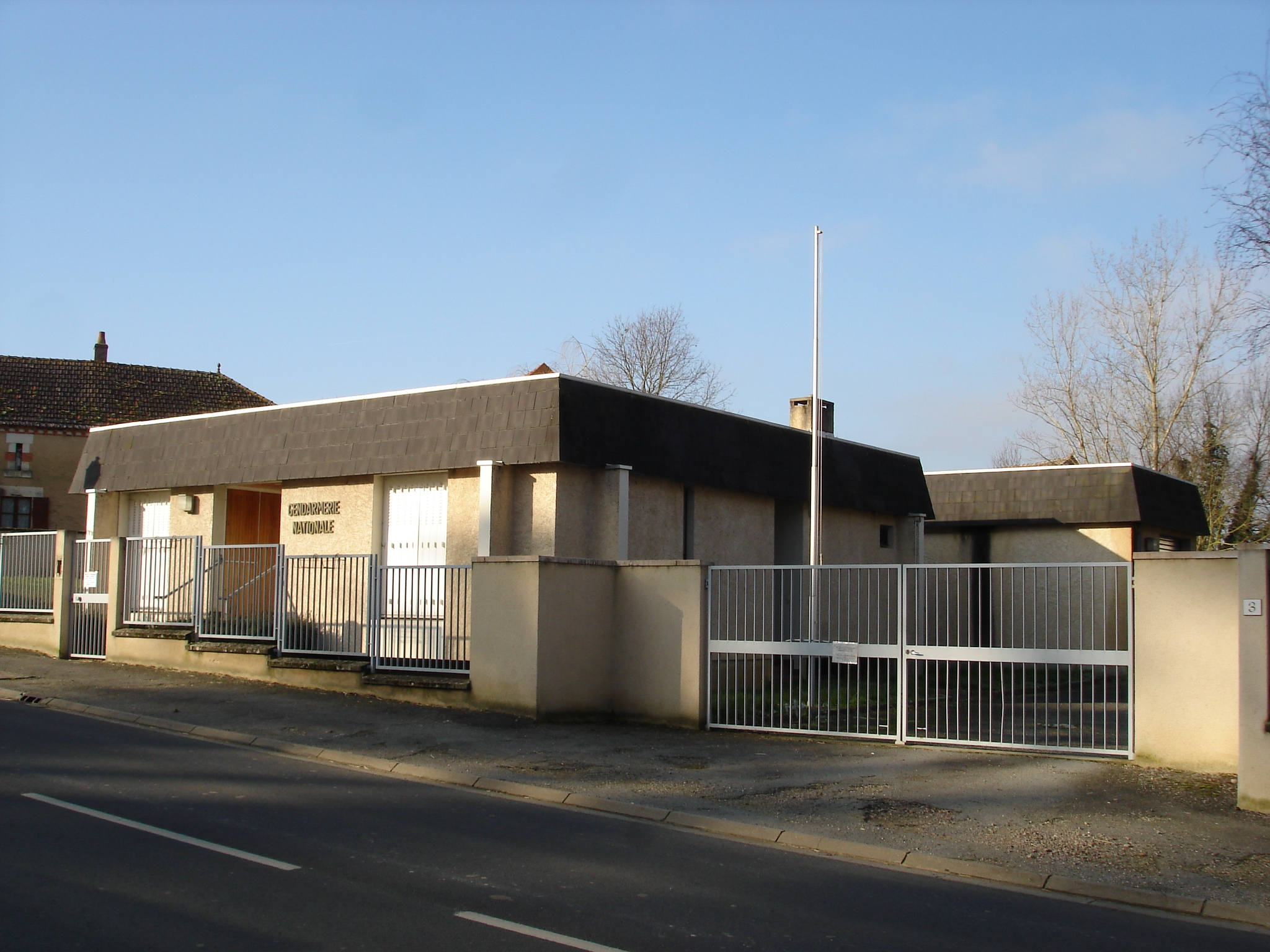
L'ancienne gendarmerie en 2012.

| Période                                  | Période   | Identité        | Étiquette | Qualité  |
| ---------------------------------------- | --------- | --------------- | --------- | -------- |
| 2000                                     | mars 2008 | Nicole Dalot    | ?         | ?        |
| mars 2008                                | mars 2014 | Daniel Chartier | ?         | Retraité |
| mars 2014                                | En cours  | Daniel Guérin   | DVD       | Retraité |
| Les données manquantes sont à compléter. |           |                 |           |          |

## Population et société

### Démographie
L'évolution du nombre d'habitants est connue à travers les recensements de la population effectués dans la commune depuis 1793. Pour les communes de moins de 10 000 habitants, une enquête de recensement portant sur toute la population est réalisée tous les cinq ans, les populations de référence des années intermédiaires étant quant à elles estimées par interpolation ou extrapolation. Pour la commune, le premier recensement exhaustif entrant dans le cadre du nouveau dispositif a été réalisé en 2006.

En 2022, la commune comptait 465 habitants, en évolution de −10,06 % par rapport à 2016 (Indre : −3 %, France hors Mayotte : +2,11 %).
| 1793 | 1800 | 1806 | 1821 | 1831  | 1836  | 1841 | 1846 | 1851 |
| ---- | ---- | ---- | ---- | ----- | ----- | ---- | ---- | ---- |
| 900  | 992  | 757  | 816  | 1 024 | 1 032 | 989  | 991  | 985  |

| 1856 | 1861 | 1866  | 1872  | 1876  | 1881  | 1886  | 1891  | 1896  |
| ---- | ---- | ----- | ----- | ----- | ----- | ----- | ----- | ----- |
| 968  | 970  | 1 002 | 1 084 | 1 088 | 1 096 | 1 098 | 1 099 | 1 093 |

| 1901  | 1906  | 1911  | 1921 | 1926 | 1931 | 1936 | 1946 | 1954 |
| ----- | ----- | ----- | ---- | ---- | ---- | ---- | ---- | ---- |
| 1 102 | 1 108 | 1 105 | 932  | 895  | 864  | 809  | 783  | 722  |

| 1962 | 1968 | 1975 | 1982 | 1990 | 1999 | 2006 | 2011 | 2016 |
| ---- | ---- | ---- | ---- | ---- | ---- | ---- | ---- | ---- |
| 704  | 683  | 555  | 561  | 548  | 540  | 598  | 573  | 517  |

| 2021 | 2022 | - | - | - | - | - | - | - |
| ---- | ---- | - | - | - | - | - | - | - |
| 475  | 465  | - | - | - | - | - | - | - |

### Enseignement
La commune dépend de la circonscription académique de La Châtre.

### Médias
La commune est couverte par les médias suivants : La Nouvelle République du Centre-Ouest, Le Berry républicain, L'Écho - La Marseillaise, La Bouinotte, Le Petit Berrichon, L'Écho du Berry, France 3 Centre-Val de Loire, Berry Issoudun Première, Vibration, Forum, France Bleu Berry et RCF en Berry.

## Économie
La commune se situe dans la zone d’emploi de Châteauroux et dans le bassin de vie de La Châtre.
La commune se trouve dans l'aire géographique et dans la zone de production du lait, de fabrication et d'affinage du fromage Valençay.
Un camping est présent dans la commune. Il s'agit du camping municipal qui dispose de 15 emplacements.

## Culture locale et patrimoine
- Château de Saint-Chartier : de 1976 à 2008 s'y tenait chaque année, à la mi-juillet, un festival international de musique traditionnelle. Depuis, la fête a lieu au château d'Ars.

- Église paroissiale (XIIe siècle) : cette église a été remaniée et agrandie à la Renaissance, détériorée pendant la Révolution française, puis réhabilitée et entièrement rénovée dans le style de l'époque à la fin du XIXe siècle. Dans les années 1960, la chapelle latérale nord a été restaurée dans le style gothique.
- Chapelle Barbault : chapelle funéraire de la famille Naud.
- Monument aux morts : il porte curieusement l'inscription 1914-1919 pour la Première Guerre mondiale.
- Fontaine de la Vierge : cette fontaine est alimentée par une eau à température constante, hiver comme été, une petite vierge est scellée à l'intérieur de la fontaine.

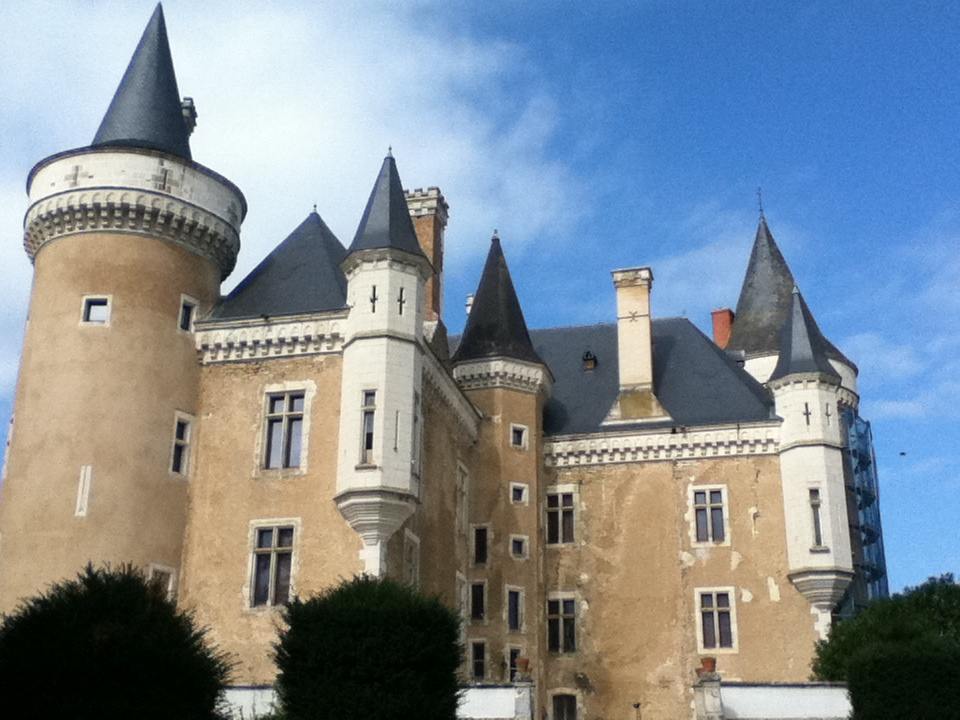
Le château en 2011.
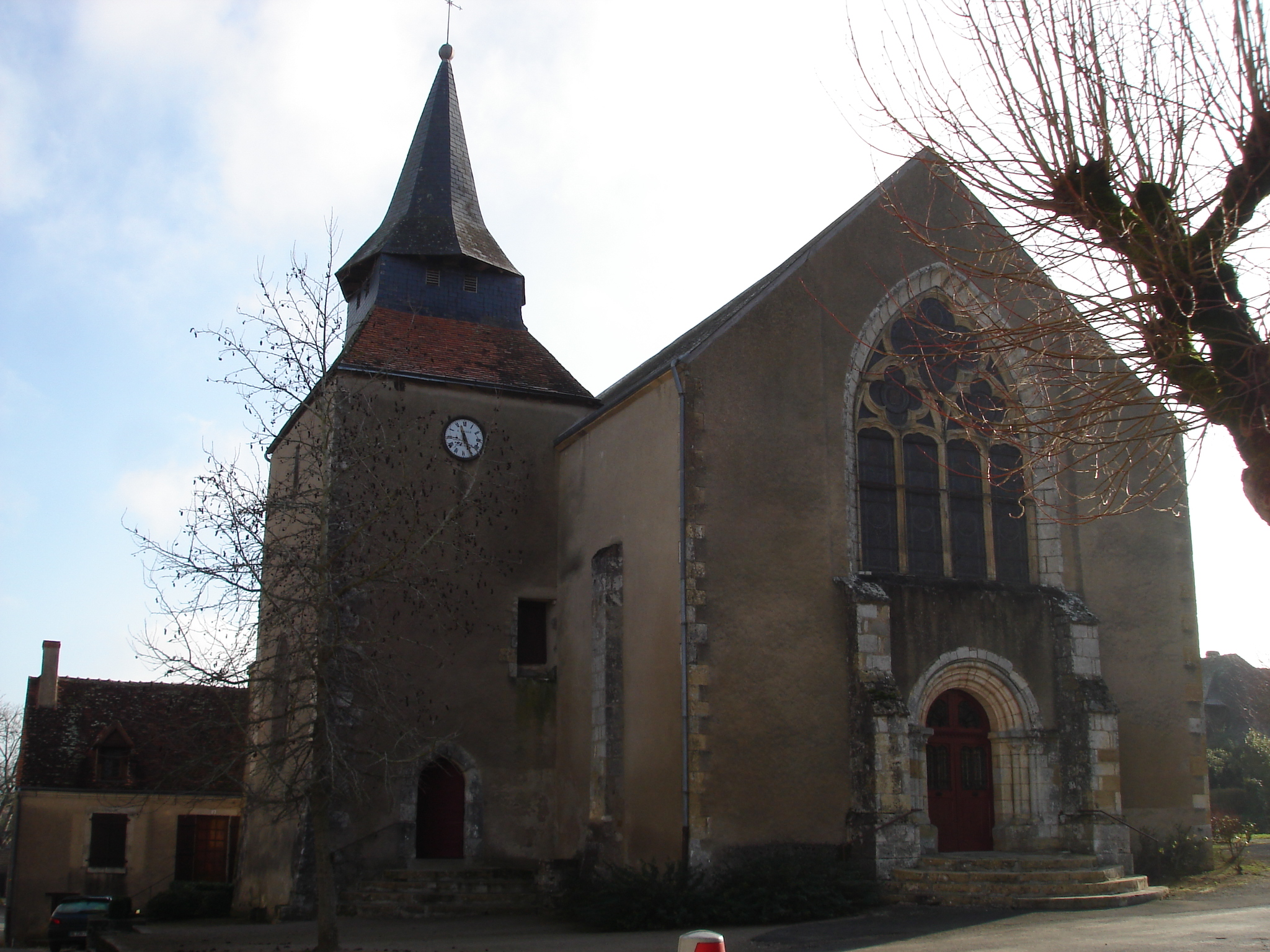
L'église en 2012.
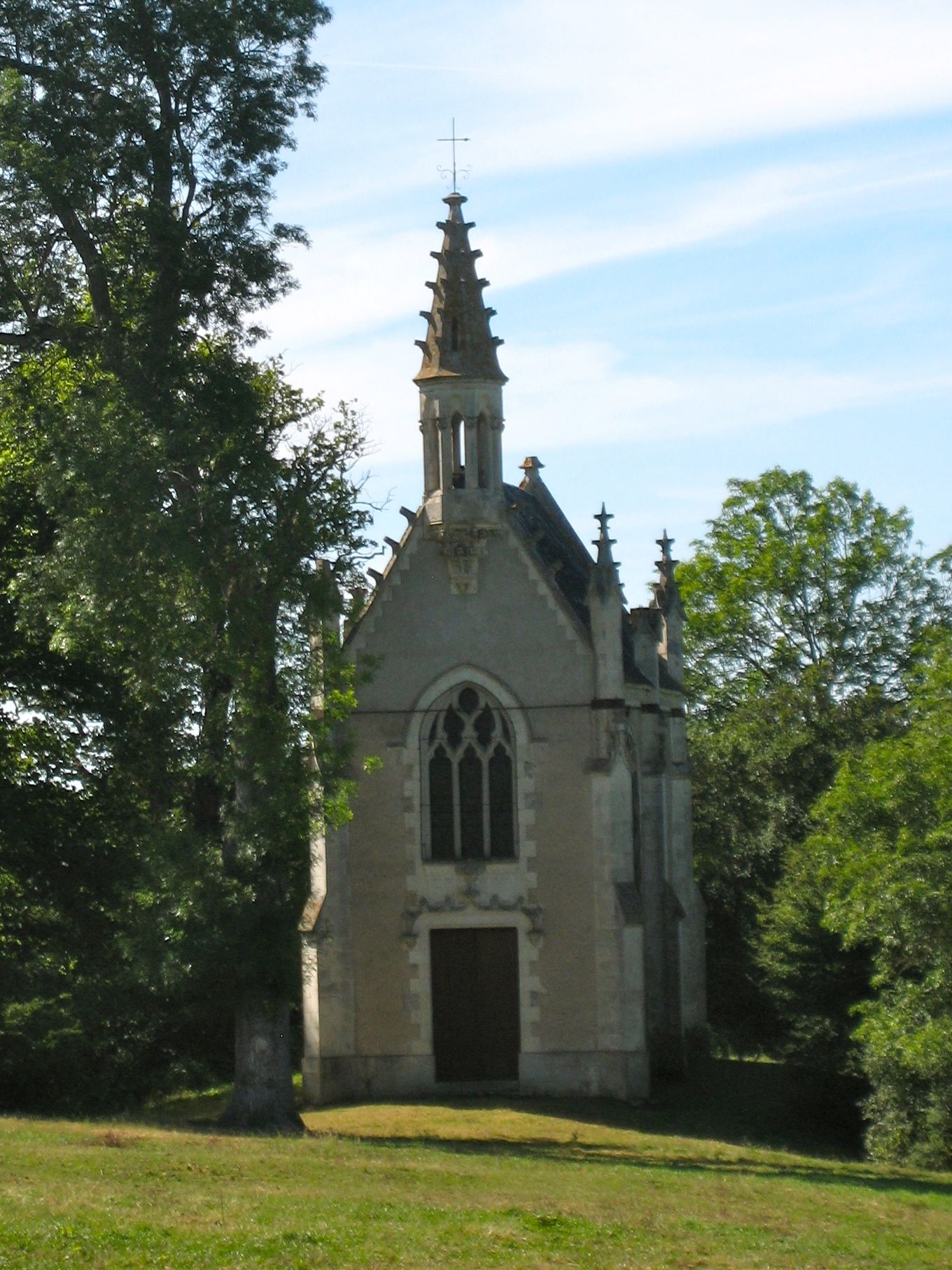
La chapelle en 2012.
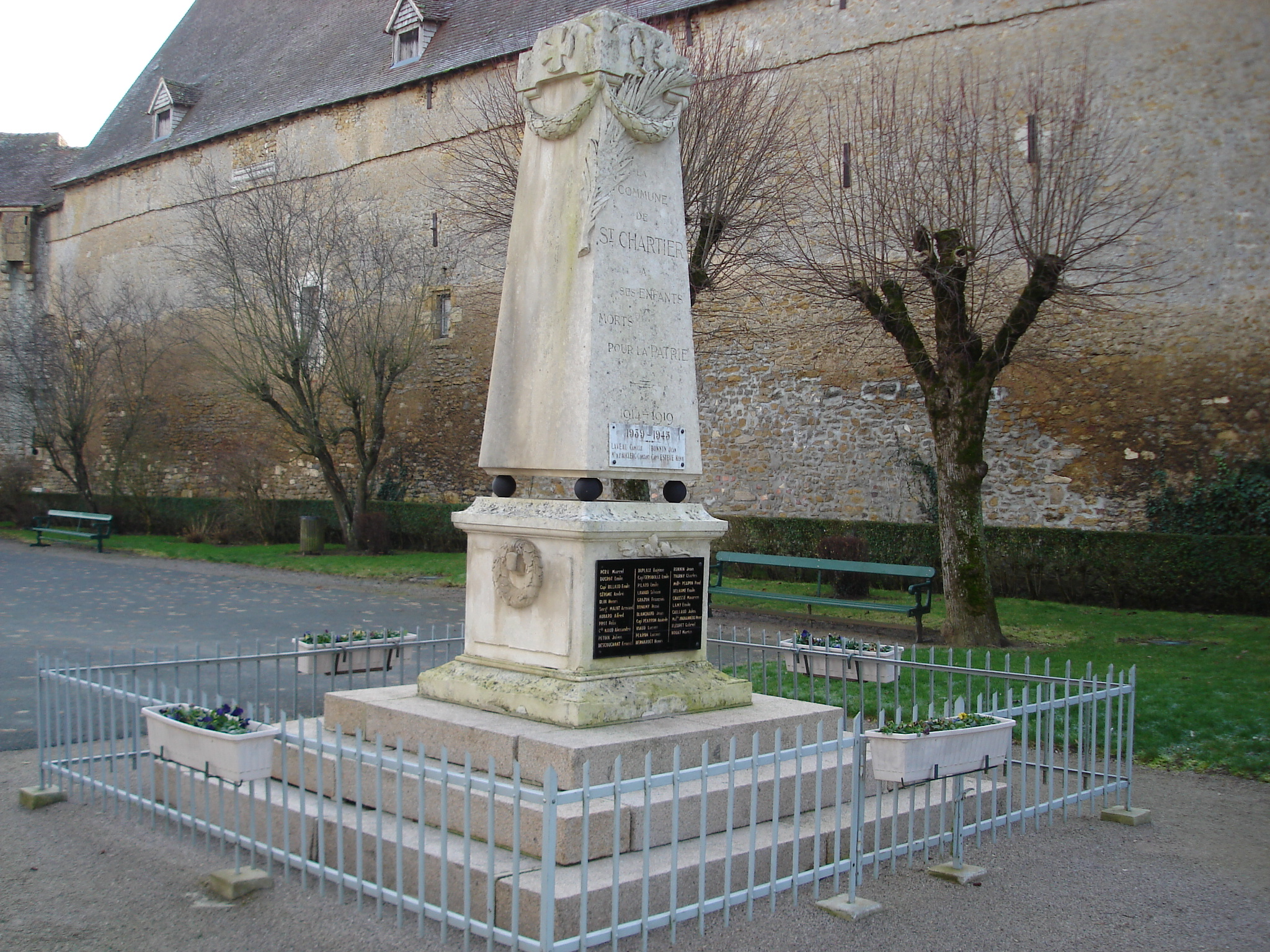
Le monument aux morts avec sa curieuse datation 1914-1919 en 2012.
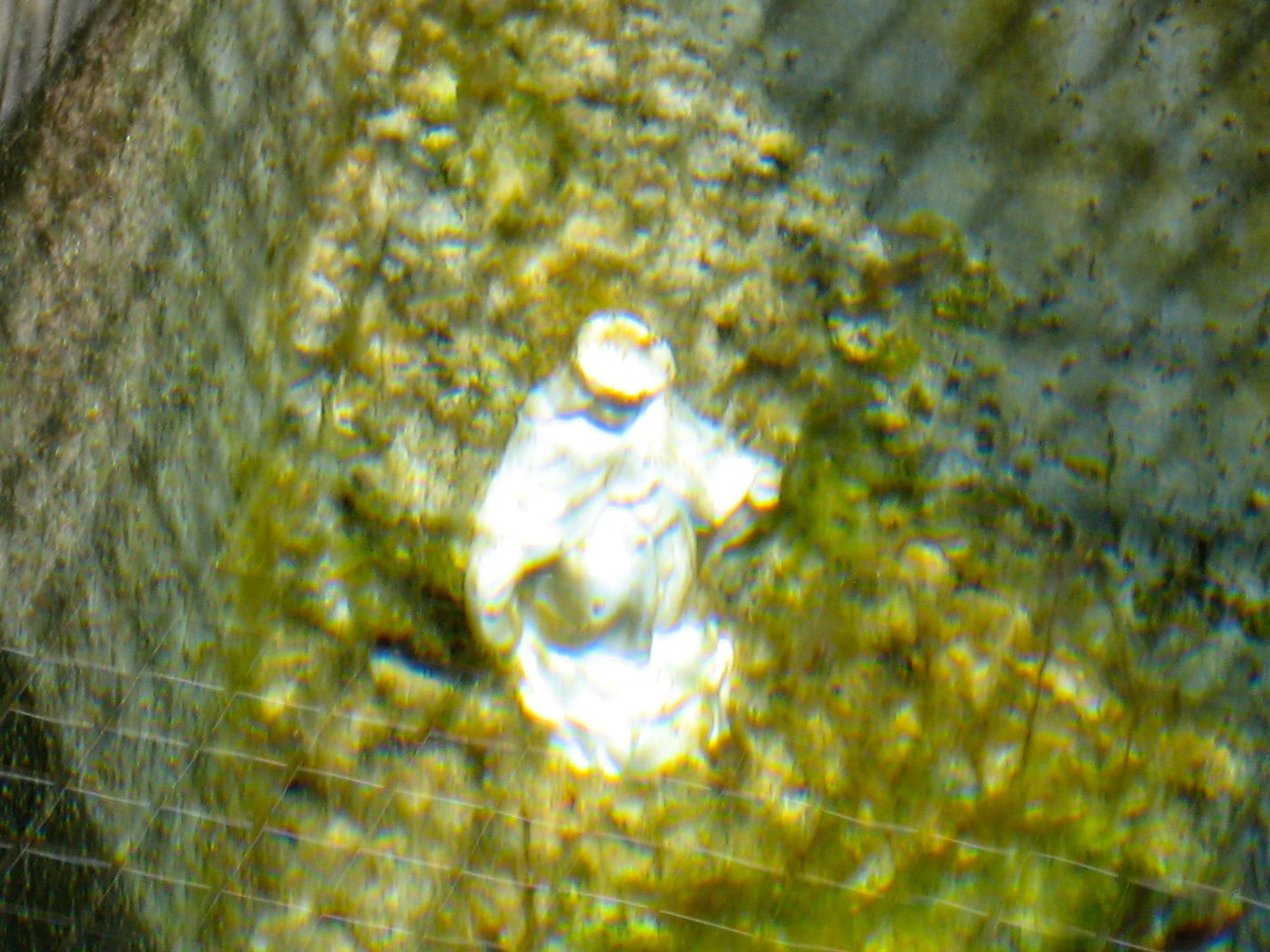
La statuette de la Vierge à l'intérieur de la fontaine en 2012.

### Personnalités liées à la commune
- George Sand (1804-1876), romancière et femme de lettres française.
- Émile Jacob (1867-1953), curé à Saint-Chartier (1912-1950), historien. À l'occasion des cérémonies organisées à Verneuil, le 24 août 1947, à la mémoire de Gabriel Nigond et en l'honneur de Fernand Maillaud et de l'abbé Jacob paraît un livre, tiré à 400 exemplaires et intitulé : Histoire de Saint-Chartier[46],[Note 4]. Ce livre est un recueil d'extraits de publications, d'Émile Jacob ou d'autres, organisés chronologiquement. Il a aussi écrit sous le pseudonyme Hector de Corlay.
- René Marchais (1877-1949), chanteur et parolier français né à Saint-Chartier et mort à Paris, réputé pour ses yodel et ses chansons tyroliennes.
- Jean Gaultier (1917-1987), instituteur dans la commune en 1942, homme de lettres, historien local, il est notamment l'auteur d'une Histoire de La Châtre en Berry[47],[Note 4] et de Pages d'histoire sur Saint-Chartier[48],[Note 4].
- Raymonde Vincent (1908-1985), écrivaine française, elle a reçu le prix Femina en 1937 et a passé la fin de sa vie ici. Une rue de Saint-Chartier porte son nom. L'ensemble de ses manuscrits est conservé aux Fonds Patrimoniaux  de la Bibliothèque de la ville de La Châtre.
- Ève Brenner (1941[49]-), chanteuse d'opéra française (Le Matin sur la rivière, 1976). Elle est la mère de la chanteuse Aude Brenner et du réalisateur français Gilles Paquet-Brenner. Elle est née à Saint-Chartier.